# Liste der Bürgermeister und Oberbürgermeister von Stralsund
Die Liste der Bürgermeister und Oberbürgermeister von Stralsund ist eine unvollständige Aufzählung der Bürgermeister und Oberbürgermeister von Stralsund, einer Stadt im Nordosten Deutschlands.
Bürgermeister wurden in Stralsund im Mittelalter zumeist von den bedeutendsten Gilden gestellt. Zahlreiche Porträts von Bürgermeistern der Stadt befinden sich im Rathaus Stralsund. Das Amt des Bürgermeisters wurde meist auf Lebenszeit vergeben.
Das Amt des Oberbürgermeisters gibt es in Stralsund seit 1887. Der Titel wurde für treue Dienste verliehen, zunächst vom Kaiser, später von der Reichsregierung der Weimarer Republik. Von 1943 bis April 1945 gab es keinen Oberbürgermeister, stattdessen einen Reichskommissar. Zur Zeit der DDR wurde der Oberbürgermeister durch den Rat der Stadt gewählt, nach 1990 durch die Bürgerschaft der Stadt. Seit 2004 wird der Oberbürgermeister in einer Direktwahl ermittelt.

## Bürgermeister (1293 bis 1924)
Diese Liste ist unvollständig!
| Bürgermeister von Stralsund | Bürgermeister von Stralsund | Bürgermeister von Stralsund      | Bürgermeister von Stralsund                                                |
| von                         | bis                         | Vollständiger Name               | Anmerkungen                                                                |
| --------------------------- | --------------------------- | -------------------------------- | -------------------------------------------------------------------------- |
| 1293                        | 1304 (vor)                  | Heinrich Eselsvot                |                                                                            |
| 1293                        | ?                           | Hermann von Travemünde           |                                                                            |
| 1293                        | nach 1301                   | Leo Valke                        |                                                                            |
| 1303                        | 1320 (um)                   | Gerwin von Semlow                | nach ihm wurde die Semlower Straße in Stralsund benannt                    |
| 1325                        | 1327                        | Heinrich von Semlow              |                                                                            |
| 1325                        | 1330 (um)                   | Bernhard von Dorpen              |                                                                            |
| 1325                        | 1335 (vor)                  | Bertram von Travemünde           |                                                                            |
| 1341                        | 1357                        | Albert Hövener                   |                                                                            |
| 1359 (um)                   | ?                           | Arnold Voth                      |                                                                            |
| 1364                        | 1377                        | Hermann von Rode                 |                                                                            |
| 1364                        | 1377                        | Heinrich Schele                  |                                                                            |
| 1364                        | 1391                        | Bertram Wulflam                  | nach ihm wurde das Wulflamufer in Stralsund benannt                        |
| 1369                        | 1398 (um)                   | Albert Gildehusen                |                                                                            |
| 1372                        | 1391 (vor)                  | Johann Ruge                      |                                                                            |
| 1376                        | 1380 (um)                   | Ludolf von Külpen                |                                                                            |
| 1386                        | 1394                        | Gregor Zwerting                  |                                                                            |
| 1390                        | 1393                        | Karsten Sarnow                   | nach ihm wurde die Sarnowstraße in Stralsund benannt                       |
| 1391                        | 1399 (nach)                 | Godeke Nybe                      |                                                                            |
| 1392                        | ?                           | Nikolaus Siegfried               |                                                                            |
| 1397                        | 1409                        | Wulfhard Wulflam                 |                                                                            |
| 1407                        | ?                           | Johannes von Külpen              | nach ihm wurde die Külpstraße in Stralsund benannt                         |
| 1409                        | 1416                        | Nikolaus Voge                    |                                                                            |
| 1414                        | 1433                        | Nikolaus von der Lippe           | besiegte 1429 eine dänische Flotte im Seegefecht beim Dänholm              |
| 1418                        | 1442 (vor)                  | Cord Bischof                     |                                                                            |
| 1442                        | 1475                        | Otto Voge                        | nach ihm wurde die Otto-Voge-Straße in Stralsund benannt                   |
| 1443                        | 1458                        | Arndt Voth                       |                                                                            |
| 1445                        | 1451                        | Sabel Siegfried der Ältere       |                                                                            |
| 1453                        | 1467 (nach)                 | Evert von Huddensem              |                                                                            |
| 1465                        | 1486                        | Mathias Darne                    | nach ihm wurde die Mathias-Darne-Straße in Stralsund benannt               |
| 1472                        | 1491                        | Sabel Siegfried der Jüngere      |                                                                            |
| 1494                        | 1526                        | Zabel Oseborn                    |                                                                            |
| 1500                        | 1516                        | Henning Mörder                   | nach ihm wurde die Henning-Mörder-Straße in Stralsund benannt              |
| 1511                        | 1534                        | Johann Heye                      |                                                                            |
| 1516                        | 1524                        | Johann Trittelvitz               |                                                                            |
| 1516                        | 1539                        | Nikolaus Smiterlow               | nach ihm wurde die Smiterlowstraße in Stralsund benannt                    |
| 1524                        | 1529                        | Roloff Möller                    | nach ihm wurde der Roloff-Möller-Weg in Stralsund benannt                  |
| 1524                        | 1555                        | Christoph Lorbeer                |                                                                            |
| 1534                        | 1545                        | Joachim Prütze                   |                                                                            |
| 1541                        | 1570                        | Franz Wessel                     | nach ihm wurde die Franz-Wessel-Straße in Stralsund benannt                |
| ?                           | 1572                        | Christopher Lorbeer              |                                                                            |
| ?                           | 1573                        | Nikolaus Steven                  |                                                                            |
| 1555                        | 1576                        | Nikolaus Gentzkow                | nach ihm wurde die Gentzkowstraße in Stralsund benannt                     |
| 1559                        | 1601                        | Joachim Klinkow                  |                                                                            |
| 1578                        | 1603                        | Bartholomäus Sastrow             | nach ihm wurde die Sastrowstraße in Stralsund benannt                      |
| 1596                        | 1628                        | Heinrich Buchow                  |                                                                            |
| 1612                        | 1616                        | Heinrich Hagemeister             | nach ihm wurde der Hagemeisterweg in Stralsund benannt                     |
| 1616                        | 1629                        | Lambert Steinwich                | nach ihm wurde die Lambert-Steinwich-Straße in Stralsund benannt           |
| 1620                        | 1634                        | Johann Quilow                    |                                                                            |
| 1627                        | 1655                        | Christoph Krauthof               | nach ihm wurde die Krauthofstraße in Stralsund benannt                     |
| 1629                        | 1640                        | Zittfeld Hoyer                   |                                                                            |
| 1637                        | 1670                        | Theodor Meyer                    |                                                                            |
| 1644                        | 1654                        | Nikolaus von Braun               |                                                                            |
| 1655                        | 1679                        | Christian Schwartz               |                                                                            |
| 1655                        | 1680                        | Henning Veith                    |                                                                            |
| 1663                        | 1681                        | Wilhelm von Senden               |                                                                            |
| 1671                        | 1680                        | Johann Jäger                     |                                                                            |
| 1680                        | 1681                        | Victor Scheele                   |                                                                            |
| 1680                        | 1685                        | Hermann Engelbrecht              |                                                                            |
| 1681                        | 1683                        | Johann Friedrich Coch            |                                                                            |
| 1681                        | 1697                        | Christian Ehrenfried Charisius   |                                                                            |
| 1701                        | 1720 (?)                    | Justus Ludwig Olthoff            |                                                                            |
| 1726                        | 1738                        | Emanuel Hagemeister              | nach der Familie Hagemeister wurde der Hagemeisterweg in Stralsund benannt |
| 1733                        | 1760                        | Johann Ehrenfried Charisius      | Sohn von Christian Ehrenfried Charisius (Politiker, 1647)                  |
| 1740                        | 1755                        | David Ike                        | nach ihm wurde der David-Ike-Weg in Stralsund benannt                      |
| 1757                        | 1773                        | Christian Ehrenfried Charisius   |                                                                            |
| 1778                        | 1801                        | Johann Albert Dinnies            |                                                                            |
| 1802                        | 1837                        | David Lukas Kühl                 |                                                                            |
| 1842                        | 1864                        | Karl Gustav Fabricius            |                                                                            |
| 1859                        | 1860                        | Johann Carl Heinrich Hagemeister |                                                                            |
| 1861                        | 1879                        | Wilhelm Denhard                  |                                                                            |
| 1887                        | 1889                        | Friedrich August Erichson        |                                                                            |
| 1865                        | 1889                        | Otto Francke                     |                                                                            |
| 1898                        | 1906                        | Max Israel                       |                                                                            |
| 1907                        | 1924                        | Arthur Felix Emanuel Lütke       |                                                                            |

## Oberbürgermeister (ab 1887)
Vollständige Liste!
| Oberbürgermeister von Stralsund | Oberbürgermeister von Stralsund | Oberbürgermeister von Stralsund | Oberbürgermeister von Stralsund                           |
| von                             | bis                             | Vollständiger Name              | Anmerkungen                                               |
| ------------------------------- | ------------------------------- | ------------------------------- | --------------------------------------------------------- |
| 1887                            | 1898                            | Carl Friedrich Tamms            |                                                           |
| 1909                            | 1924                            | Ernst Gronow                    |                                                           |
| 1924                            | 1936                            | Carl Heydemann                  | DNVP                                                      |
| 1936                            | 1943                            | Werner Stoll                    | NSDAP                                                     |
| 1943                            | 1945                            | Hans Fichtner                   | Reichskommissar, NSDAP, April 1943 – 30. April 1945       |
| 1945                            | 1945                            | Otto Kortüm                     | 1. Mai – 25. August 1945                                  |
| 1945                            | 1950                            | Emil Frost                      | SED, 28. August 1945 – 27. April 1950                     |
| 1950                            | 1954                            | Hermann Salinger                | SED, 5. Mai 1950 – 1954                                   |
| 1954                            | 1957                            | Erhard Holweger                 | SED, 1954 – 30. Oktober 1957                              |
| 1958                            | 1962                            | Bruno Motczinski                | SED, 25. Januar 1958 – 23. Juli 1962                      |
| 1963                            | 1965                            | Siegfried Priewe                | SED, 14. März 1963 – 1965                                 |
| 1965                            | 1971                            | Heinz Lesener                   | SED, 4. November 1965 – 18. April 1971                    |
| 1971                            | 1989                            | Horst Lehmann                   | SED, 19. April 1971 – 9. November 1989                    |
| 1989                            | 1990                            | Klaus Schlegel                  | SED-PDS, 10. November 1989 – 18. Mai 1990                 |
| 1990                            | 2008                            | Harald Lastovka                 | CDU, gewählt am 29. Mai 1990                              |
| 2008                            | amtierend                       | Alexander Badrow                | CDU, gewählt am 1. Juni 2008, Amtsantritt im Oktober 2008 |